# أليكساندر مارتينيز
أليكساندر مارتينيز (4 مارس 1987 - ) هو لاعب كرة قدم أندوري يلعب كمدافع.

## روابط خارجية
- أليكساندر مارتينيز على موقع الاتحاد الأوربي (الإنجليزية)
- أليكساندر مارتينيز على موقع قاعدة بيانات كرة القدم.إي يو (الإنجليزية)
- أليكساندر مارتينيز على موقع ناشيونال فوتبول تيمز (الإنجليزية)
- أليكساندر مارتينيز على موقع Soccerway.com (الإنجليزية)
- أليكساندر مارتينيز على موقع عالم كرة القدم.نت (الإنجليزية)